# Kalanchoe tomentosa
Kalanchoe tomentosa (Baker, 1882) è una pianta succulenta appartenente alla famiglia delle Crassulacee, endemica del Madagascar.

## Descrizione
In genere non supera i 50 cm di altezza.
Come suggerito dal nome, foglie e arbusti sono dotati di una fitta peluria (tomento); le foglie di colore verde grigio hanno punteggiature di colore marrone nero sulla parte più alta. Fiorisce a inizio primavera producendo fiori giallo-verdi sfumati di porpora.